# Carmen ad Flavium Felicem
A Carmen ad Flavium Felicem, teljes címén Carmen ad Flavium Felicem de resurrectione mortuorum et de iudicio Domini (’Ének Flavis Feliceshez a holtak feltámasztásáról és az Úr ítéletéről’) ókeresztény irodalmi mű. 
A mű a végítéletet mutatja be 406 versben. Szerzője ismeretlen, feltehetőleg 496 és 523 között Észak-Afrikában készült. Egyes források szerint Tertullianus vagy Cyprianus munkájának tulajdonítják, de hasonlóságokat mutat Commodianus munkáival és a Carmen adversus Marcionem című művel.